# Koggala
Koggala (singalès: කොග්ගල, romanized: Koggala; tàmil: கொக்கலை, romanitzat: Kokkalai) és una petita ciutat costanera, situada a la vora d'una llacuna a la costa sud de Sri Lanka, situada al districte de Galle, província del sud, Sri Lanka, governada per un Consell Urbà. Koggala està delimitat per un costat per un escull, i per l'altre per un gran llac, el llac Koggala, al qual desemboquen els nombrosos afluents del Koggala Oya. És a uns 139 km al sud de Colombo i està situat a una altitud de e m sobre el nivell del mar.

## Història
Koggala té una de les platges més llargues de Sri Lanka i es troba molt a prop del popular centre turístic d'Unawatuna. Koggala, en comparació, és relativament ordenada com a destinació turística i gairebé no explorada.
Koggala es va veure afectat significativament pel tsunami causat pel terratrèmol de l'oceà Índic de 2004, on les onades mesuraven 9,3 m d'altitud.
És el lloc de naixement del conegut autor de Sri Lanka Martin Wickramasinghe i hi ha un museu, el Martin Wickramasinghe Folk Art Museum, dedicat a les seves arts i tradicions populars a la ciutat.
Uns 5 km a l'est de Koggala hi ha el temple Kataluva Purvarama Maha Viharaya, que es va construir originalment al segle XIII i va tenir algunes addicions a finals del segle XIX. El temple és famós per les seves pintures d'estil Kandyà al santuari principal, que daten de finals del segle XIX. Les pintures de músics, ballarins i personatges europeus il·lustren una interessant peça de la història social. Alguns dels contes de Jatake (episodis de la sèrie de 550 vides anteriors de Buda) hi van ser pintades, suposadament fa 200 anys. També hi ha algunes pintures d'estil cameo de la reina Victòria i la reina mare, fetes en agraïment pel paper de la reina Victòria a l'hora de garantir la pràctica lliure del budisme descrita a la capitulació de Kandy a Lanka el 1815.
Koggala és també la llar dels antics temples de Giniwella i Kathaluwa. El temple budista de Kathaluwa és conegut pels seus murals i per conservar la primera impremta, que va ser portada pels holandesos a Sri Lanka.
La zona també és famosa pels seus diferents pescadors sobre xanques, que aixequen un sol pal a l'aigua de la platja, a pocs metres de la costa, on es posen en una barra transversal i amb canyes de pescar de bambú llencen els seus fils més enllà de les onades per pescar peixos petits.